# Estação Biológica de Boraceia
A Estação Biológica de Boracéia é uma unidade de conservação pertencente à Universidade de São Paulo e administrada pelo Museu de Zoologia desta universidade, usada para pesquisas biológicas (em zoologia e botânica). 

## Histórico
Criada em 16 de março de 1954, pelo Decreto Estadual nº 23.198, sua origem remonta a 1938, quando surgiu como Estação Experimental de Quina, do Instituto Agronômico de Campinas, espécie plantada por este instituto até 1952.
Com uma área de 96 ha, está localizada em Salesópolis, a 110 km de São Paulo, dentro de uma reserva protetora de mananciais, da SABESP (Adutora do Rio Claro), com 16 450 ha de matas primárias.
Por ser uma UC de propriedade de uma universidade, não está incluída no SNUC.